# Moucherolle de San Cristobal
Pyrocephalus dubius
Espèce
Statut de conservation UICN

 EX  : Éteint
Le Moucherolle de San Cristobal (Pyrocephalus dubius), aussi appelé Moucherolle San Cristobal, était une espèce de passereaux de la famille des Tyrannidae, considérée comme éteinte depuis 2016. Le dernier spécimen de l'espèce a été observé en 1987,,,.

## Distribution
Cet oiseau vivait sur l'île San Cristóbal, dans l'archipel des Galápagos,,.

## Classification
Cette espèce est considérée comme monotypique depuis les travaux d'Ore Carmi et al. publiés en 2016. Elle était auparavant considérée comme une sous-espèce du Moucherolle des Galapagos (Pyrocephalus nanus).